# De röda kattorna
De röda kattorna är en kriminalroman av Maria Lang (pseudonym för Dagmar Lange), utgiven första gången 1965 på bokförlaget Norstedts. Romanen har översatts till danska, norska, finska och franska.

## Handling
De sjutton kattorna hör hemma i Selma Lagerlöfs novellsamling Mårbacka. De är röda, gäckande och illmariga och tar hämnd på sådana som gör dem illa. Men de existerar även långt senare, och när två av dem försvinner händer en rad märkliga saker. För Christer Wijk blir jakten på de försvunna en nyckfull färd genom Värmland.

## Personerna
Ingalill Odén, som varit småguide
Bodil Odén, som är en orolig storasyster
Jonas Ny, som skriver och fotograferar
Gert Berger, som forskar i barndomsmiljöer
Madeleine Samzelius, som samlar kattor
Ragnar Karlman, som säljer Värmland
Ursula Karlman, som ingenting säger
Christer Wijk, som ingriper till slut